# Киварин ручей
Киварин (от фин. kivi — камень) — река в России, протекает во Всеволожском районе Ленинградской области. Ручей начинается в болотах западнее посёлка Лесное, течёт на юго-восток, затем поворачивает на восток, пересекает автодорогу А129 Санкт-Петербург — Сортавала, и впадает в Лемболовское озеро с запада. Длина реки составляет 12 км. Населённых пунктов нет.
С 2001 года в Ленинградской области проводятся ежегодные гонки на внедорожниках, получившие название «Киварин-трофи» так как первая гонка проходила на берегах Киварина.

## Данные водного реестра
По данным государственного водного реестра России относится к Балтийскому бассейновому округу, водохозяйственный участок реки — Водные объекты бассейна Ладожского озера без рек Волхов, Свирь и Сясь, речной подбассейн реки — Нева и реки бассейна Ладожского озера (без подбассейна Свирь и Волхов, российская часть бассейнов). Относится к речному бассейну реки Нева (включая бассейны рек Онежского и Ладожского озера).
Код объекта в государственном водном реестре — 01040300212102000009829.